# プロ野球中継

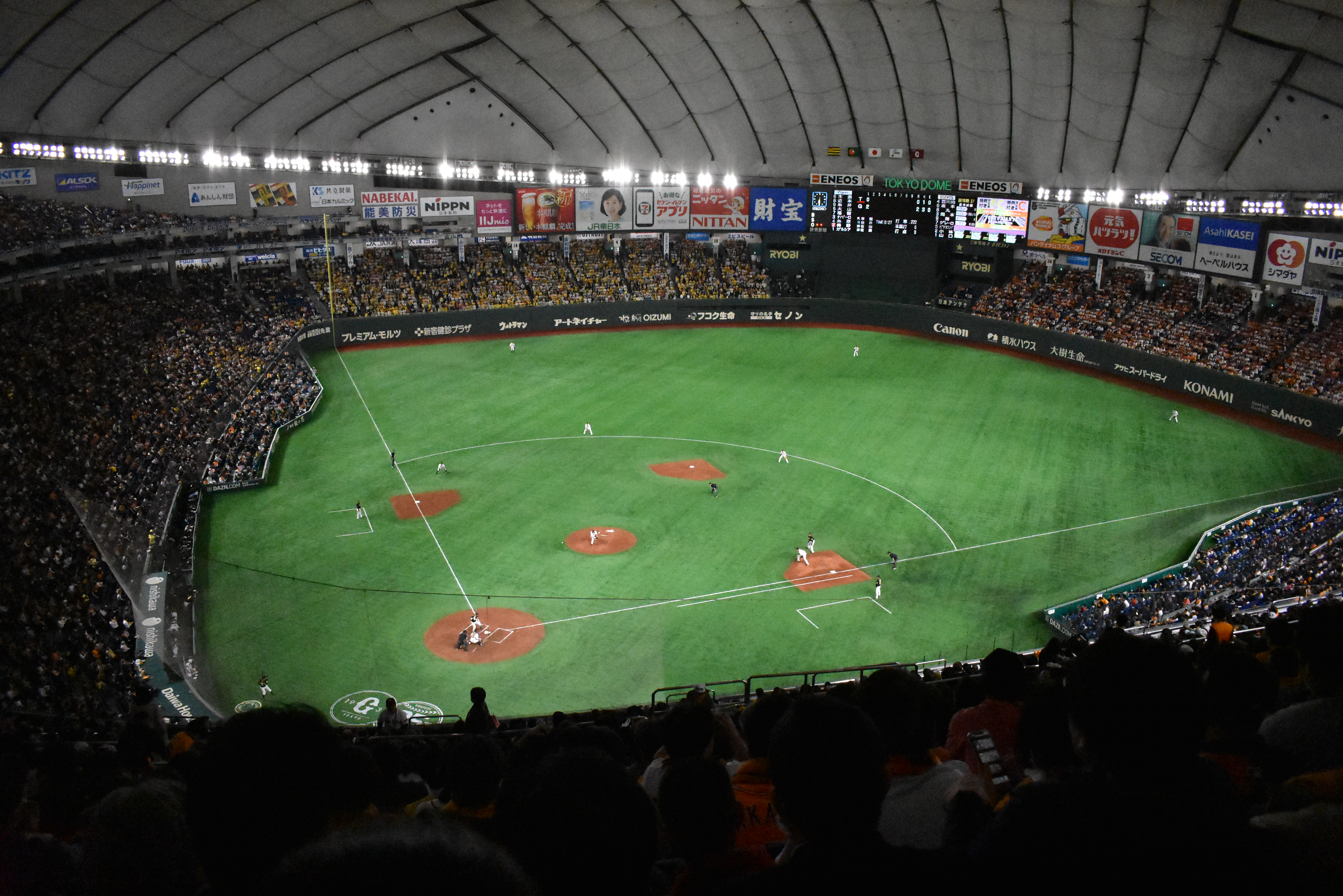
東京ドームでのプロ野球の試合

プロ野球中継（プロやきゅうちゅうけい）とは、プロ野球の試合を中継で放送または配信を行う番組のことである。
本項では、日本の一般社団法人日本野球機構（NPB）によるプロ野球の試合中継について記述する。メジャーリーグベースボール（MLB）の中継についてはメジャーリーグベースボール#テレビ放映権を参照。

## 日本における歴史

### 黎明期
1936年7月に開かれた「日本職業野球連盟結成記念大会」（東京・早稲田大学戸塚球場〔後の安部球場〕）が、東京中央放送局（JOAK。現在のNHK）により放送。大会期間中の全試合を生中継し、特に初日と決勝戦には「神宮球場に烏が2羽、3羽」の名調子でならした松内則三と和田信賢が実況を担当した。これは二人のアナウンサーが掛け合いで同時にしゃべるという試みであった。場内に集音マイクを設置してバットの打撃音や観客の声が流れるようにしたが、野球中継で集音マイクを設置した最初の例であるという。
1951年、実験放送であるが、後楽園球場でのパシフィック・リーグ大映対近鉄、毎日対東急の2試合で日本初のテレビ中継が行われた。
1952年7月15日、前年に開局した神戸放送（現：ラジオ関西）により民放ラジオ局初のナイター中継が開始。
1953年8月29日、日本テレビにより民放テレビ局初のナイター中継が行なわれた。後楽園球場で行なわれた巨人対阪神戦で、同局の開局翌日であった。同年、同局は民放テレビ初の「日本シリーズ」（巨人対南海・後楽園球場）中継も行った。

### 1970 - 1990年代
読売ジャイアンツのV9により人気が全国的となり、対巨人戦の中継はキー局が争奪する人気コンテンツとなった。またセ・リーグの優勝決定試合は球団に関わらず全国ネットで生放送されることが恒例となっていった。一方パ・リーグは1980年代以降の西武ライオンズの黄金時代が到来したこともあり、対巨人戦ほどではないものの、中継される機会が次第に増加していった。
試合が長時間化していったことから、特にセ・リーグの対巨人戦のナイター中継では各局、21時前の中継終了時点で試合が続いていた場合は最大で30〜60分の中継延長オプションを設けるようになった（21時以降の番組は順次繰り下げ）。
カメラのマルチアングル化が進むなど、ハード面での新機軸導入が多く取り入れられた。日本テレビでは1971年に「ワイプナイター」という延長放送の手法も取った。中継時間終了後も後続番組（『怪奇十三夜』内など）で画面一部をワイプ処理して中継映像を映すものであったが、同年に日本映画監督協会から中止の要請が入り取りやめた。テレビ朝日では、1984年に野村克也の解説の下、ストライクゾーンを9分割した配球予測図のスーパーインポーズ表示「ノムラスコープ」が導入された。
1990年代から試合中継時間に制約がないスポーツ中継専門の有料衛星放送局（CSアナログ局）が次々と開局し、12球団ほぼ全てが中継でカバーされるようになる。
日本シリーズがデーゲーム開催だった頃は、テレビ・ラジオ中継では、民放とNHKとの事実上の同時放送が行われていた事があった。

### 2000年代 -
1953年のテレビ放送開始から、時期によって差はあったものの、基本的に2005年までは、地上波での巨人戦の全試合中継、及び各チームの定期的な中継は維持されていた。しかし、巨人戦ナイターの平均視聴率で見ると右肩下がりとなっており、2006年には10%ラインを下回る。2004年5月2日の巨人対広島戦が、現時点では地上波放送において、視聴率20%を超えた「巨人の公式戦中継」最後の試合となっている。この試合は、長年巨人戦の実況を日本テレビで担当していた小川光明アナウンサーの最後の実況試合と言うこともあり、試合開始前から一定の注目が集まっていた。
当時のプライムタイムの全国放送のレギュラー番組としては打ち切りレベルにまで視聴率が低下したことで、テコ入れのために野球ファンでも何でもない野球とは無関係のゲストを呼ぶなどの試みがされたが、かえって視聴者から不満の声が上がることも多くなった。ナイター中継の視聴率低迷は全体の番組編成にも悪影響を及ぼすようになったため、中継に関しては延長中継の廃止や、視聴率に影響されにくい衛星放送（BSデジタル放送局・CS局）、動画サイトへ徐々に移行していった。
2010年代以降はオールスターゲーム・日本シリーズでも視聴率が低迷するようになった。2014年の日米野球では、全て一桁を記録している。2015年8月25日にフジテレビ系列（一部地域を除く）で放送されたヤクルト対巨人戦では、当時優勝争いをしていたチーム同士の対決にもかかわらず、3.7%の低視聴率を記録した。
2020年代になると、地上波全国放送は開幕戦や週末・祝日デーゲーム、オールスターゲーム、日本シリーズに完全に限られるようになった。
視聴率低迷の原因として、日本テレビの岡田謙吾プロデューサーは団塊ジュニア・ポスト団塊ジュニアをはじめとする昭和40年代後半（1970年）以降に生まれた世代が、サッカーなどの野球以外のスポーツやバラエティ番組などのプロ野球中継以外のテレビ番組に魅了されたことが原因とされており、プロ野球中継を視聴することが生活習慣として身に付かないまま定着していったことにあると述べている。また、メディアアナリストの鈴木祐司は、令和初頭に執筆した記事において『野球中継の視聴者層は男性の後期高齢者中心となっており、特に女性視聴者全般から敬遠されていること』やサッカーに比べて競技のテンポが遅い点』を指摘している。亀山千広フジテレビ社長（当時）は2015年10月23日の定例会見で「系列ネットワーク局にとって宝のコンテンツ」と理解を示す一方で「フジのことだけを考えれば野球中継は苦しい」と述べた。
一方、その後の調査では両リーグの観客動員数や札幌・仙台での放送中継数は増加傾向にあり、野球人気自体はそれほど低下しておらず、巨人ファンが地元球団に流れたことが要因ではないかとも指摘される（球界再編問題も参照）。関東地方以外の本拠地を持つ球団では地域密着の一環として、地元局でのローカル中継または巨人戦の差し替えが増加するようになった。特に広島戦の広島地区での平均視聴率は高視聴率を記録しており、広島が25年ぶりのリーグ優勝を決めた2016年9月10日にNHK総合テレビで放送された対巨人戦（東京ドーム）の広島地区での平均視聴率は60.3%を、瞬間最高視聴率は71%を各々記録した。近年は関西地区でも阪神戦を中心に高視聴率を記録するようになり、オリックスが出場した2021年と2022年の日本シリーズの関西地区の平均視聴率は2桁前後を相次いで記録した。
名古屋地区での中日戦の平均視聴率も2020年代に入ってからは2桁台を相次いで記録しており、日本ハムが10年ぶりの日本一を決めた2016年10月29日に日本テレビ系列で放送された『日本シリーズ第6戦「広島対日本ハム」』（マツダスタジアム）の札幌地区での平均視聴率は50.8%を、瞬間最高視聴率は66.5%を各々記録。ソフトバンクが4年連続の日本一を決めた2020年11月25日にフジテレビ系列で放送された『日本シリーズ第4戦「ソフトバンク対巨人」』（福岡PayPayドーム）の北部九州地区での平均世帯視聴率も27.8%を、瞬間最高視聴率は38.2%を各々記録した。一方関東地区の独立局でも放送が増加し、キー局である日本テレビでも地上波関東ローカルで巨人主催試合中継の週末・祝日デーゲームを放送している。
ラジオでは聴取者に中高年が多いことや、編成の柔軟性がテレビより高いことから2000年代以降も放送されることが多かったが、デーゲームの増加や聴取率低迷、radikoの普及を理由にラジオ大阪やTBSラジオ（DeNA主催試合のJRN系列局への裏送りのみ2022年まで継続）のように撤退する放送局も現れた。特にTBSラジオの撤退以降はキー局の文化放送やフランチャイズ球団がない地方局では野球中継を縮小、あるいは撤退する動きが相次いでおり、フランチャイズ球団のある地方でもSTVラジオや九州朝日放送のように縮小する局が現れている。その一方でフランチャイズ球団がない地方でもスポンサーがある程度見込めるなどの場合は枠を維持している例がある。

## インターネット中継
2000年代頃からはインターネットを活用した中継を行う事例が多くなりつつある。但しこれらは放映権の関係から視聴可能な球団は配信業者ごとに異なっており、単一業者で12球団視聴可能なサービスは2019年まで存在していなかった。また日本シリーズはネット配信の導入が遅く、全試合の配信が行われるようになったのは2018年からである。
- ニコニコ生放送は、2012年のシーズンから東北楽天ゴールデンイーグルス、福岡ソフトバンクホークス、横浜DeNAベイスターズの主催ゲーム全試合の配信を開始した[48]。2014年のシーズンからは、新たにオリックス・バファローズが[49]、2016年シーズンからは阪神タイガース二軍が[50]加わっている。
- 2015年のシーズンからは横浜DeNAベイスターズの主催ゲーム全試合をDeNA直営のライブ配信サイト・ライブ配信アプリ『SHOWROOM（ショウルーム）』にて独占配信に踏み切った。
- 2016年から2017年まで、ソフトバンクがスポナビライブの名称で、読売ジャイアンツと広島東洋カープ主催試合を除くシーズン全試合を配信した（但し阪神の主催試合は5分ほど遅らせて配信）。
- 2016年より、huluにおいて、読売ジャイアンツ主催試合の生中継を実施している。
- 2016年に開局したABEMA（旧AbemaTV）は独自の実況・解説がある野球中継を行っている。同年の日本シリーズでは、出資元であるテレビ朝日が放映権を持つ試合の配信を行った（3・5戦が該当。初の日本シリーズネット配信）。
- 2017年よりDAZNが広島東洋カープ・横浜DeNAベイスターズ主催試合の生中継を実施している。2018年からはスポナビライブのサービス終了に伴い、それを継承する形で読売ジャイアンツ以外の11球団の主催試合（中日ドラゴンズ主催試合は一部を除く）の生中継を実施[51]。2019年は広島東洋カープ・東京ヤクルトスワローズ以外の10球団の主催試合の生中継を実施[52]。2020年からは東京ヤクルトスワローズ主催試合を再開した[53]。
- 2019年はスカパー!が全12球団の公式戦の放送及びネット配信を行う。全12球団揃っての配信は初の事例となる[54]。
- 2019年8月からは、民放の無料番組配信サービスであるTVerで、プロ野球中継のライブ配信を開始した[55][56]。
- 2019年、イージースポーツ（旧イレブンスポーツ）が二軍戦（イースタン・リーグ、ウエスタン・リーグ）の無料配信を実施。2020年からは北海道日本ハム・巨人・広島を除く9球団の主催試合の有料配信を行う[57]。

## エピソード
2010年の日本シリーズはセ・リーグ覇者の中日ドラゴンズとパ・リーグはクライマックスシリーズを制覇したリーグ3位の千葉ロッテマリーンズの対戦となった。しかし、この年は第1・2・5戦が地上波での全国中継がなくなるという（民放全国ネット確立後）史上初の出来事が発生した。なお、11月6日のシリーズ第6戦はフジテレビ系列で放送されたが、延長15回まで縺れたため3時間10分に及ぶ大幅な延長により21:00 - 23:10の放送予定だった土曜プレミアム（映画『バブルへGO!! タイムマシンはドラム式』）が日付を跨いで、日曜0:10 - 2:20まで『土曜プレミアム』として放送された。また、これにより深夜から朝方にかけて放送予定だった一部の番組が休止となった。
ちなみに、プロ野球中継の史上最長は、サンテレビが1992年9月11日に阪神甲子園球場から中継した阪神対ヤクルト戦の6時間26分（0時26分まで）である。